# Gus Kenworthy
Augustus Richard „Gus“ Kenworthy (* 1. Oktober 1991 in Chelmsford) ist ein US-amerikanischer Freestyle-Skisportler und Schauspieler. Seit 2019 startet er für Großbritannien.

## Werdegang
Kenworthy nimmt seit 2008 an Wettbewerben der AFP World Tour teil. Dabei holte er im Februar 2010 bei den Aspen/Snowmass Open in Aspen auf der Halfpipe und im Slopestyle seine ersten Siege. Bei den Juniorenweltmeisterschaften 2010 in Snow Park gewann er Silber im Slopestyle. In der Saison 2010/11 belegte er auf der Halfpipe bei der Winter Dew Tour in Killington  und im Slopestyle beim Dumont Cup in Newry den zweiten Platz. Den dritten Rang erreichte er im Slopestyle bei den Völkl NZ Freeski Open in Cardrona und beim AFP World Tour Finale in Whistler. Bei den Freestyle-Skiing-Weltmeisterschaften 2011 in Park City kam er auf den zehnten Rang im Slopestyle. Die Saison beendete er auf den ersten Rang in der AFP World Tourgesamtwertung. Zu Beginn der Saison 2011/12 holte er bei den New Zealand Winter Games in Cardrona im Halfpipe-Wettbewerb und im Slopestyle die Goldmedaille. Im weiteren Saisonverlauf siegte er auf der Halfpipe bei der Pipe Open Series in Whistler, im Slopestyle und auf der Halfpipe bei den Aspen/Snowmass Open in Aspen, im Slopestyle beim Dumont Cup in Newry und im Big Air beim Jon Olsson Invitational in Åre. Ebenfalls in der Saison belegte er den zweiten Rang im Slopestyle bei den Austrian Freeski Open in Kaprun und im Big Air beim Nine Knights in Livigno. Den dritten Platz errang er im Halfpipe-Wettbewerb bei den New Zealand Freeski Open in Cardrona. Sein Weltcupdebüt hatte er im Dezember 2011 in Copper Mountain, welches er auf den 18. Platz beendete. Zum Saisonende gewann er im Slopestyle und im Big Air beim AFP World Tour Finale in Whistler und erreichte damit den ersten Platz in der AFP World Tourgesamtwertung und in der Big Air Wertung.
In der folgenden Saison siegte Kenworthy im Big Air beim U.S. Grand Prix in Park City und auf der Halfpipe bei der SFR Tour in Tignes. Den zweiten Platz erreichte er im Big Air beim Relentless Freeze Festival in London, bei der Winter Dew Tour in Breckenridge, beim Weltcuprennen in Sotschi und im Slopestyle beim Dumont Cup in Newry. Bei den Freestyle-Skiing-Weltmeisterschaften in Voss errang er den sechsten Platz im Slopestyle. Im März 2013 holte er bei den Winter-X-Games-Europe in Tignes die Bronzemedaille im Slopestyle. Beim AFP World Tour Finale in Whistler gewann er im Slopestyle und belegte den zweiten Platz im Big Air Wettbewerb. Die Saison beendete er wie im Vorjahr auf den ersten Platz in der AFP World Tourgesamtwertung. Zum Beginn der Saison 2013/14 siegte er auf der Halfpipe bei der Pipe Open Series in Copper Mountain. Im weiteren Saisonverlauf errang er bei den dritten Platz beim US Grand Prix in Copper Mountain und in Park City. Bei seiner ersten Olympiateilnahme 2014 in Sotschi gewann er die Silbermedaille im Slopestyle. Im März 2014 siegte er im Slopestyle beim Dumont Cup in Newry und belegte den zweiten Rang bei der SFR Tour in La Clusaz. Die Saison beendete er zum vierten Mal in Folge auf den ersten Platz in der AFP World Tourgesamtwertung.
Zu Beginn der Saison 2014/15 siegte Kenworthy im Slopestyle bei der Winter Dew Tour in Breckenridge. Anfang Februar 2015 errang er auf der Halfpipe beim U.S. Grand Prix in Mammoth den dritten Platz. Im selben Monat gewann er beim Air & Style in Los Angeles und holte in Park City seinen ersten Weltcupsieg. Im Halfpipe-Weltcup kam er auf den zweiten Platz. In der Saison 2015/16 siegte er im Slopestyle bei der Winter Dew Tour in Breckenridge und auf der Halfpipe beim U.S. Grand Prix und FIS-Weltcup in Mammoth. Bei den Winter-X-Games 2016 in Aspen gewann er auf der Superpipe und im Slopestyle jeweils die Silbermedaille. Im Februar 2016 holte er bei den X-Games Oslo 2016 in Oslo auf der Halfpipe und im Big Air Wettbewerb jeweils die Bronzemedaille. In der folgenden Saison errang er in der Halfpipe beim U.S. Grand Prix und FIS-Weltcup in Mammoth den zweiten Platz und beim Weltcup in Silvaplana den dritten Platz im Slopestyle. Bei den Winter-X-Games 2017 kam er im Slopestyle und in der Halfpipe jeweils auf den zehnten Platz. Im März 2017 belegte er bei den X-Games Norway 2017 in Hafjell den neunten Platz im Big Air und den siebten Rang im Slopestyle und holte bei den Freestyle-Skiing-Weltmeisterschaften in Sierra Nevada die Silbermedaille im Slopestyle. Zudem wurde er dort Zehnter in der Halfpipe. Im selben Monat gelang ihn beim Spring Battle in Flachauwinkl der zweite Rang im Slopestyle.

## Filmografie
Kenworthy hatte Gastauftritte in The Real O’Neals und RuPaul’s Drag Race und spielt außerdem in der neunten Staffel von American Horror Story den Freund von Emma Roberts.
- 2016: The Real O’Neals (Fernsehserie, Episode 2x07 The Real Match) als er selbst
- 2018: RuPaul’s Drag Race (Fernsehserie, All Stars 4) als Gastjuror
- 2019: American Horror Story (Fernsehserie, ab Staffel 9)

## Persönliches
Kenworthy ist der jüngste Sohn von Pip Kenworthy, geborene Tyler, aus Bristol, England, und Peter Kenworthy, aus Philadelphia, und wurde in Chelmsford im englischen Essex geboren. Seine älteren Brüder sind Hugh und Nick Kenworthy. Mit zwei Jahren zog die Familie nach Telluride, Colorado um, wo Kenworthy im Jahre 2010 mit der High School abschloss.
Im Oktober 2015 outete sich Kenworthy in einem Interview mit dem US-Sportsender ESPN als erster aktiver Extremsportler als schwul. Vor seinem Coming Out war er fünf Jahre mit Robin Macdonald, einem im Skisport tätigen Fotografen, zusammen. Während der Olympischen Winterspiele 2014 in Sotschi, Russland erlangte das Paar internationale Bekanntheit, als es fünf streunende Hunde, die es bei Krasnaja Poljana fand, adoptierte und mit in die Vereinigten Staaten brachte.
Von November 2015 bis Juli 2019 waren Kenworthy und der US-amerikanische Schauspieler Matthew Wilkas ein Paar.